# Cáncer de pulmón de células pequeñas

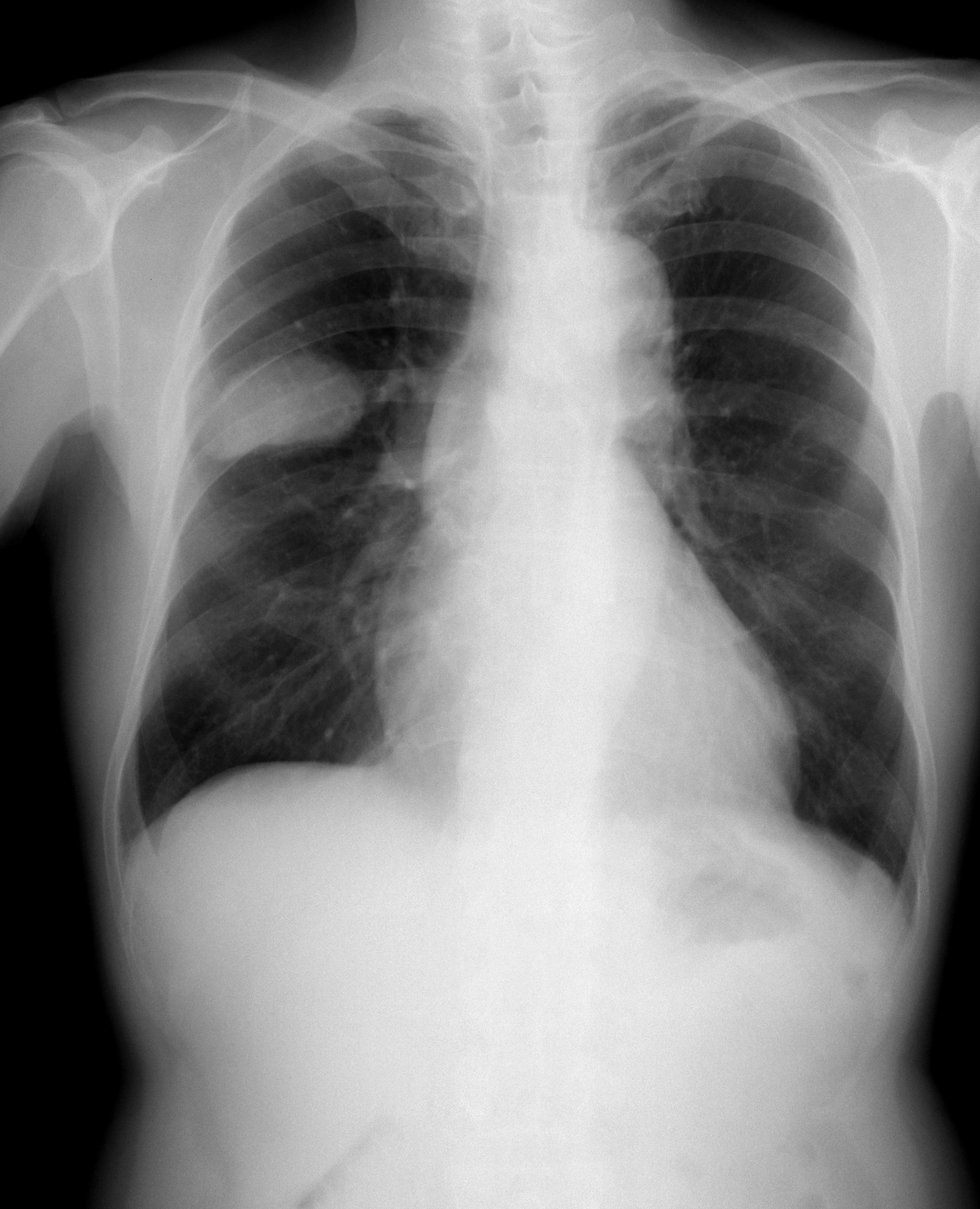
Cáncer de pulmón de células pequeñas

El cáncer del pulmón de células pequeñas (SCLC, por sus siglas en inglés Small-cell lung cancer), también llamado carcinoma microcítico de pulmón, es una de las formas de cáncer en el pulmón, normalmente clasificado como terminal. Los estudios han mostrado que habitualmente este tipo de cáncer de pulmón ya se ha propagado en el momento en que se detecta (aunque tal propagación no se pueda ver en los rayos X ni en otras pruebas de imagen), de manera que generalmente el SCLC no tiene cura.

## Epidemiología
El SCLC conforma cerca del 15% de todos los casos de cáncer de pulmón. El factor de riesgo más importante en la aparición del cáncer de pulmón de células pequeñas es el humo del cigarrillo, bien sea por el mismo fumador o por el humo de segunda mano[cita requerida]. Es también importante la asociación con la exposición crónica a asbesto o a radón.

## Patología
Los tumores de células pequeñas se comportan como masas hiliares de difícil delimitación radiológica, que en su crecimiento engloban las estructuras hiliares tanto bronquiales como vasculares, comprimiendo progresivamente su luz, incluso sin que endoscópicamente se vean lesiones infiltrativas claras. Más excepcionalmente se presentan como nódulos o masas parenquimatosas alejadas del hilio.

### Origen

Gráfico circular de la incidencia de cáncer de pulmón, tipos ordenados por subtipos histológicos, a su vez ordenados en cuántos son no fumadores frente a fumadores - definidos como fumadores actuales o antiguos fumadores de más de 1 año de duración

Los estudios con microscopía electrónica muestran gránulos densos de neurosecreción en algunas de las células tumorales. Los gránulos son similares a los que se encuentran en las células argentafines neuroendocrinas de Kulchistsky del epitelio bronquial, especialmente en el feto y en neonatos. La existencia de gránulos de neurosecreción, la capacidad de algunos de estos tumores de segregar hormonas polipeptídicas y la presencia de marcadores neuroendocrinos en el estudio inmunohistoquímico, como enolasa específica de las neuronas, sustancias tipo parathormona, y otros productos con actividad hormonal, sugieren que este tumor deriva de las células de la capa basal del revestimiento bronquial con programación neuroendocrina y posiblemente sea un apudoma. El carcinoma anaplásico de células en avena es el tipo histológico que con mayor frecuencia se asocia a la producción ectópica de hormonas y a síndromes paraneoplásicos.

### Histopatología
Como su nombre lo indica, el carcinoma microcítico está formado por células pequeñas, de forma redondeada u oval, de aspecto linfocitario, aunque con un tamaño dos veces al de un linfocito, con citoplasma escaso, núcleo redondo y cromatina granular densa (en sal y pimienta). Otros carcinomas de células pequeñas están formadas por células fusiformes o poligonales (carcinoma de células pequeñas, fusiformes o poligonales). Las células crecen en masas que no muestran diferenciación glandular ni escamosa.

## Diagnóstico
El examen físico y los antecedentes clínicos y familiares del individuo pueden iniciar el curso a un diagnóstico acertado. Ciertas pruebas de radiología, como la radiografía del tórax, una TAC del cerebro, el pecho y el abdomen, así como otros exámenes incluyendo broncoscopia, biopsias y citologías corroboran el diagnóstico y el estadio del cáncer.

## Tratamiento
En la etapa limitada, el tratamiento más comúnmente usado es una combinación de dos o más medicamentos de quimioterapia. Estos serían cisplatino o carboplatino combinado con etopósido, normalmente administrados durante aproximadamente seis meses. Actualmente se están realizando estudios para determinar si la adición de topotecán o paclitaxel mejorará la supervivencia.
La radioterapia torácica no se realiza en aquellos pacientes que padecen una enfermedad pulmonar grave (además del cáncer) o algunos otros tipos de problemas médicos graves. Algunas veces, si el SCLC está muy localizado, el cáncer se extirpa mediante cirugía y posteriormente se administra una quimioterapia adyuvante de combinación (poliquimioterpia).
En la etapa avanzada o diseminada la quimioterapia puede tratar la enfermedad y permitir vivir más tiempo y mejor al paciente. La probabilidad de que el cáncer se reduzca con quimioterapia es aproximadamente de un 70 a un 80%. Otra vez, carboplatino o cisplatino junto con etopósido son los medicamentos que se administran normalmente. Sin embargo, eventualmente el cáncer se vuelve resistente al tratamiento. Algunas veces se usa la radioterapia para controlar los síntomas del crecimiento dentro del pulmón o de la propagación a los huesos y al cerebro. Algunas veces se tratan con radioterapia preventiva en el cerebro.

## Pronóstico
La tasa de supervivencia de un año para las personas con SCLC en etapa limitada que reciben tratamiento con quimioterapia y radioterapia (éste es el grupo más favorable) es de un 60%. A los dos años la tasa disminuye a un 30%, y a los 5 años disminuye de un 15 a un 10%. Debido a la carencia de resultados satisfactorios, los médicos están estudiando otros métodos para tratar estos cánceres. Los estudios clínicos de nuevos medicamentos de quimioterapia o de otros tratamientos nuevos tales como inmunoterapia o terapia genética, son una opción que vale la pena y que puede beneficiar tanto al paciente individual como a futuros pacientes.
Se han realizado muchos estudios para determinar si un tratamiento de radioterapia en el tórax (normalmente en el centro, donde el cáncer se propaga a los ganglios linfáticos) mejorará las expectativas en comparación con la quimioterapia sola. Estos estudios han mostrado que la radioterapia proporciona un pequeño beneficio. Sin embargo, habrá más toxicidad con radioterapia junto con la quimioterapia. Es posible que se experimente más dificultad para respirar (disnea) debido a los daños causados al pulmón, y también dificultad para tragar (disfagia) debido a que el esófago se encuentra en el campo de radiación.
Aproximadamente un 20 a un 30 % de las personas que padecen SCLC en etapa avanzada viven 1 año. A los dos años, solo un 5 % permanecen vivos. Y solo de 1 a 2 % de las personas con SCLC en etapa avanzada sobreviven cinco años después de la detección del cáncer. Si el paciente está demasiado enfermo para soportar la quimioterapia, el mejor plan es proporcionar cuidados paliativos. Esto incluiría el tratamiento de cualquier dolor, problemas respiratorios y otros síntomas que el paciente pueda experimentar. En los casos de cáncer del pulmón en etapa avanzada el principal problema puede ser el dolor. El crecimiento del cáncer alrededor de ciertos nervios puede causar un intenso dolor. Sin embargo, este dolor puede aliviarse con medicamentos. La radioterapia también puede ser de utilidad.

### Metástasis
Es de crecimiento rápido y altamente invasivos. Característicamente invade mediastino y produce con mayor frecuencia el síndrome de la vena cava superior. En general la causa más frecuente de síndrome de vena cava superior es el oat cell y en segundo lugar serían los linfomas. El SCLC comúnmente se propaga al cerebro. Si no se toman medidas preventivas, aproximadamente un 50% de las personas con SCLC tendrán metástasis en el cerebro. Por esta razón, si hay una buena respuesta al tratamiento inicial, es posible que se administre radioterapia al cerebro para evitar una metástasis cerebral. Esto también puede aumentar ligeramente la probabilidad de una mayor supervivencia. Un problema que los médicos han informado es que los pacientes que reciben radioterapia en el cerebro pueden sufrir efectos secundarios tales como problemas de memoria y torpeza. No está totalmente aclarado si estos síntomas son el resultado directo de la radiación. La mayoría de los médicos recomendará la radioterapia en el cerebro si el paciente ha presentado una respuesta completa (desaparición de todo el cáncer aparentemente) después de la quimioterapia. Tal radiación profiláctica (preventiva) del cerebro ha dado como resultado ventajas en la supervivencia en general, de acuerdo con una reciente revisión de varios estudios recopilados.